# Noctuelia auranticeps
Noctuelia auranticeps là một loài bướm đêm trong họ Crambidae.